# アウディ・200
アウディ・200 (Audi 200) は、ドイツの自動車メーカーであるアウディがかつて生産していた乗用車。100の上級仕様にあたる。

## 初代 C2系（1979年 - 1984年）
100の上級モデルとして1979年にデビュー。100のシャシをベースに、100の上級車が搭載していた内径79.9mm×行程86.4mm、直列5気筒2,144cc、ボッシュ製燃料噴射装置Kジェトロニック付き136馬力、もしくはそれに圧縮比を7.0に下げてKKK製ターボチャージャーで過給した170馬力エンジンを搭載し、足回りを強化したモデルであった。駆動方式は前輪駆動のみとされた。
比較的大柄なボディを小型のターボエンジンが前輪駆動するという構造は、当時のアッパーミドルクラスの乗用車ではユニークであった。内外装も100よりも高級化されており、外観では角型4灯式ヘッドライトと15インチ6Jアルミニウム合金ホイールが特徴であった。
ターボモデルの動力性能は自然吸気2.8リットルクラスと概ね同等であり、当時のメルセデス・ベンツ・280EやBMW・528i、ボルボ・260シリーズがライバルとなり得た。
日本には1981年からターボモデルの5Tが輸入されたが、日本仕様では自動車排出ガス規制により135PS/5,400rpm、20.6kgm/3,000rpmにとどまり、更に3速ATが難点であった。1982年モデルはヘッドライトがハロゲンのシールドビームとなり、後部のエンブレムが「5T」から「Turbo」に変更された。最高速度は180km/h。

## 2代目 C3系（1984年 - 1991年）
かつてのNSU・Ro80の復活のようなCd値0.33と空力的なスタイリングで登場したC3系においてもアウディのトップモデルという位置付けは変わらなかった。当初のエンジンは2,144cc直列5気筒、136馬力と182馬力ターボ付きであったが、翌年には2,200ccに拡大され、NAが138馬力、ターボが触媒付きで1984年は141馬力、1985年以降は165馬力となり、更に1989年にはDOHC 20バルブ 2,200ccで220馬力を出す「200クワトロ20V」も追加された。ブレーキは4輪ディスクになった。
アメリカ市場においては「5000」の名称で発売されたが、1989年以降は全世界共通の100/200に改名された。これは、同国で5000（オートマチックトランスミッション仕様）の暴走事例が相次ぎ、それが1986年11月にCBSテレビの人気ドキュメンタリー番組「60 Minutes」で報道されたことで社会問題化するとともに、「5000」の悪評が定着したためであった。
日本仕様は140PS/5,500rpm、20.6kgm/3,000rpm。
1991年にフルモデルチェンジを受け、100は4代目となるC4系に移行するが、車名は100に統一され、200の名称は消滅した。200に代わる100のトップモデルは、新たに登場したS4がその役目を担うこととなった。

## レース活動
200クワトロとしての参戦は1987年からのWRC グループAの限定的なラウンドとIMSA GTOクラスへのエントリーに留まった。

### WRC

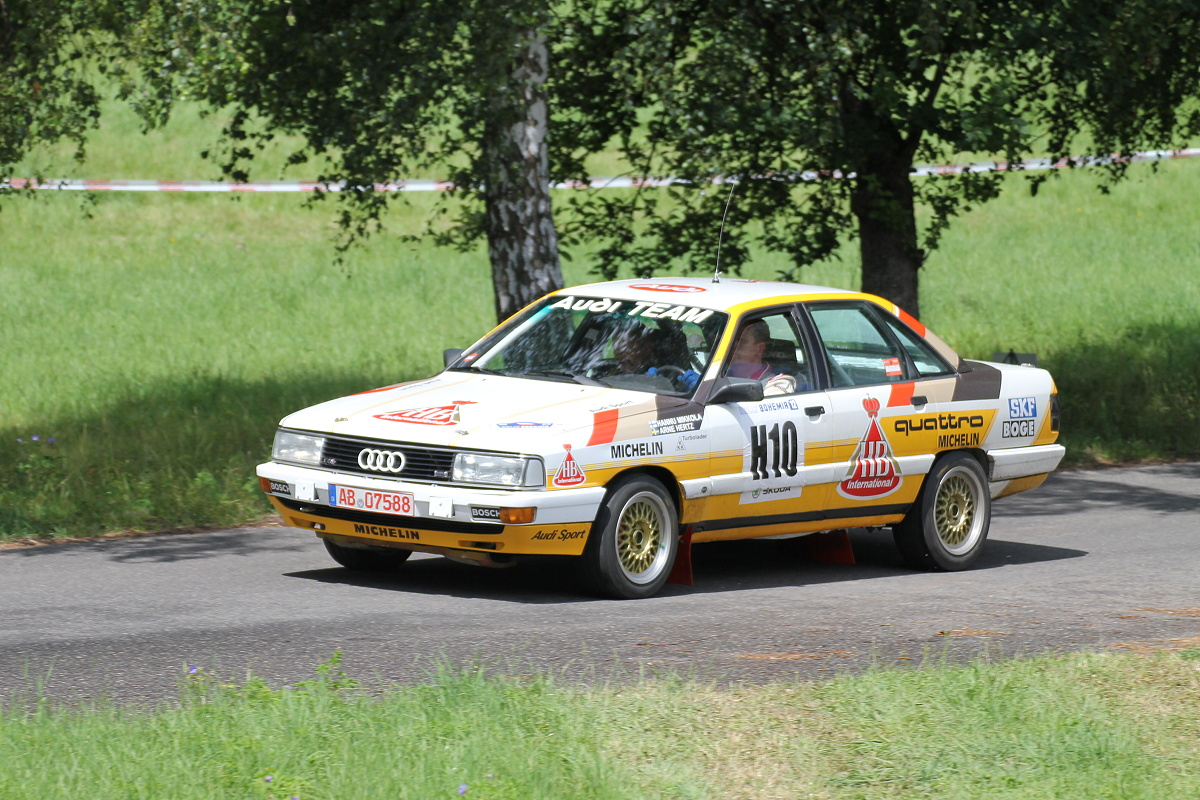
200クワトロミッコラ仕様(レプリカ)

1986年までのWRCにおいてアウディ・クワトロのクワトロシステムの優位性を築いたアウディ・モトールシュポルトはグループB、予定されていたグループSの廃止が決定されると1987年シーズン、ノウハウを積んでい基本コンポーネンツが同じ200クワトロでのグループA参戦に踏み切った。チームに残っていたのは、1987年はこれまでチームに残ったハンヌ・ミッコラ、ヴァルター・ロールの2名となった。この年のシーズン、競合他社とも4WDとレギュレーションで過給圧を控えられたターボカーがトレンドとなる中で、ラリー・モンテカルロ、アクロポリス・ラリー、サファリラリー、フィンランド・ラリーの4ステージであるが、シーズン序盤で劣勢とも思えたがミッコラがサファリでアウディにとって最後の勝利を飾ると、多くのプライベーターの手によって200クワトロでの参戦がみられた。

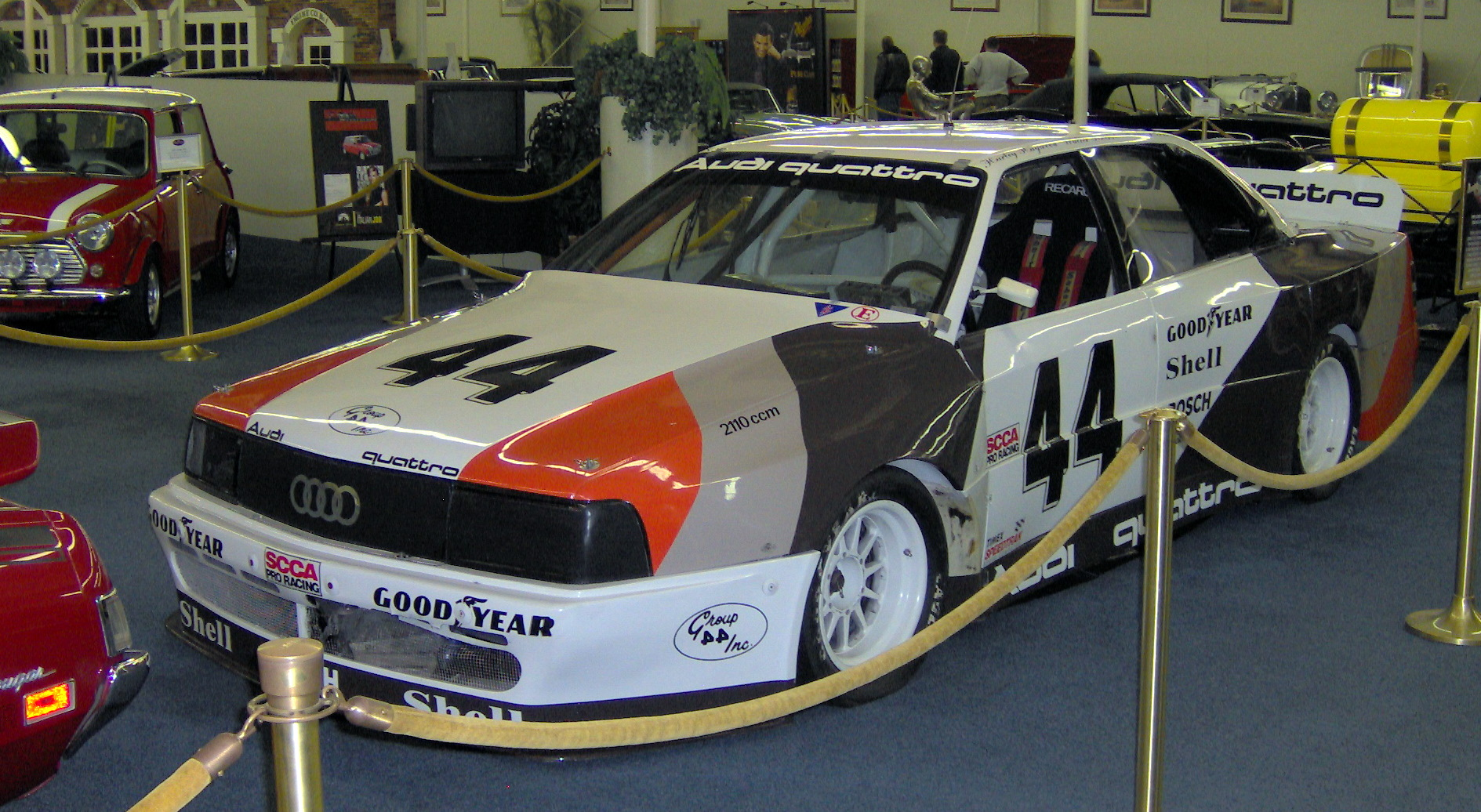
200クワトロトランザム1989年仕様